# Altenbrilon

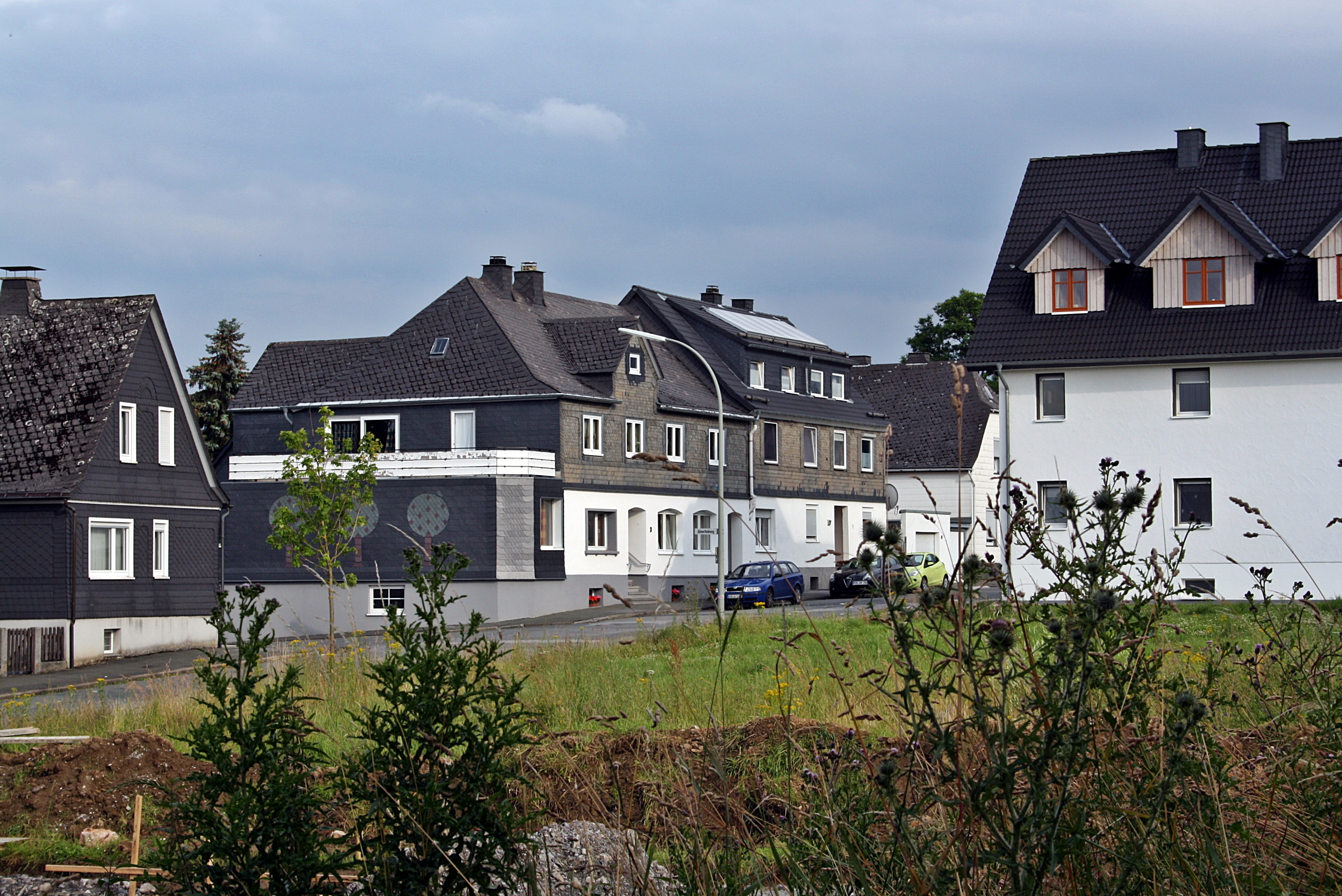
Blick auf die Siedlung Altenbrilon

Altenbrilon (andere Schreibweise: Aldenbrilon) ist ein ehemals wüst gefallener Ort im heutigen Brilon. Die Bewohner der heutigen sich dort befindlichen Siedlung bezeichnen diese traditionell als Altenbrilon.

## Geschichte

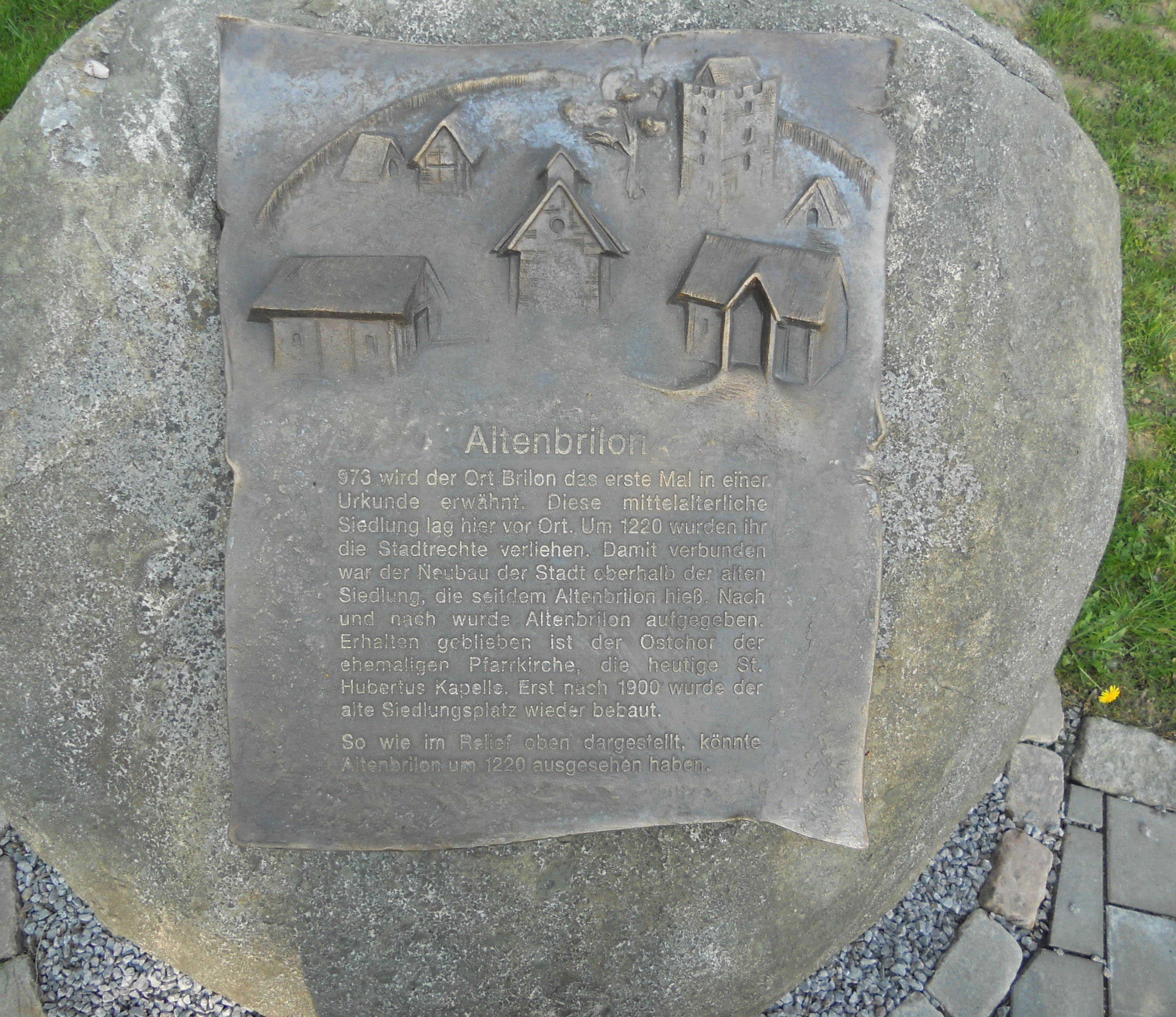
Gedenkstein Altenbrilon

Als In den Bruilen wurde in der Nähe des Kreuzungspunktes verschiedener alter Heerwege der Ort bezeichnet. Es handelt sich hierbei wohl um den Ort, der dem Bistum Magdeburg 973 in einer Urkunde von Kaiser Otto II. als westfälischer Besitz bestätigt wurde. Der Ort lag etwa 200 Meter nordöstlich der Stadt Brilon. Er wurde als Villa Brilon bezeichnet. Der Ort war dem St.-Patrocli-Stift in Soest zur Zahlung des Zehnten verpflichtet.
Altenbrilon war ein Marktort, eine Stiftshörige wohnte dort um 1150. Ebenfalls hatte der Ritter Siegfried von Brilon hier seinen Sitz. Bei der Gründung der Stadt Brilon übertrug Erzbischof Engelbert die Pfarrrechte der Altenbriloner Kirche auf den neuen Ort. Als Relikt aus dieser Zeit steht heute noch die Hubertuskapelle auf dem neuen Friedhof. Diese Kapelle steht auf den Grundmauern der Georgskirche in Altenbrilon. Diese Pfarrkirche existierte zumindest seit dem 12. Jahrhundert; zur Zeit des Erzbischofs Rainald von Köln kam sie an das Patroklistift in Soest. Erzbischof Adolf I. bestätigte die Übertragung 1196 in einer Urkunde. Im Mittelalter war Altenbrilon das Zentrum von neun ländlichen Orten, die keine eigene Kirche besaßen: Assinchusen, Dugeler, Dederinchusen, Desbeke, Hildebrinkhusen, Hoyeshusen, Lederike, Wenster und Wülfte. Somit war der Pfarrort eine recht große Parochie. Mit der Gründung Brilons setzte der funktionale Niedergang der Kirche zur Kapelle ein; diese wurde allerdings noch in der frühen Neuzeit als vetus Ecclesia parochialis genannt. Der Ort ist wie viele andere Orte im späten Mittelalter dem großen Wüstungsprozess zum Opfer gefallen. Es handelte sich dabei wohl um einen schleichenden, langsamen Vorgang. Dieser setzte um 1300 ein. Über die Gründe für das Verlassen des Ortes gibt es unterschiedliche Theorien. Angedacht wird beispielsweise die Anziehungskraft der Stadt Brilon.

## Gedenkstein
Auf einer kleinen Grünanlage gegenüber dem Friedhof erinnert eine auf einem Findling angebrachte Bronzetafel an den ehemaligen Ort.